# 중화인민공화국으로 귀화한 운동 선수

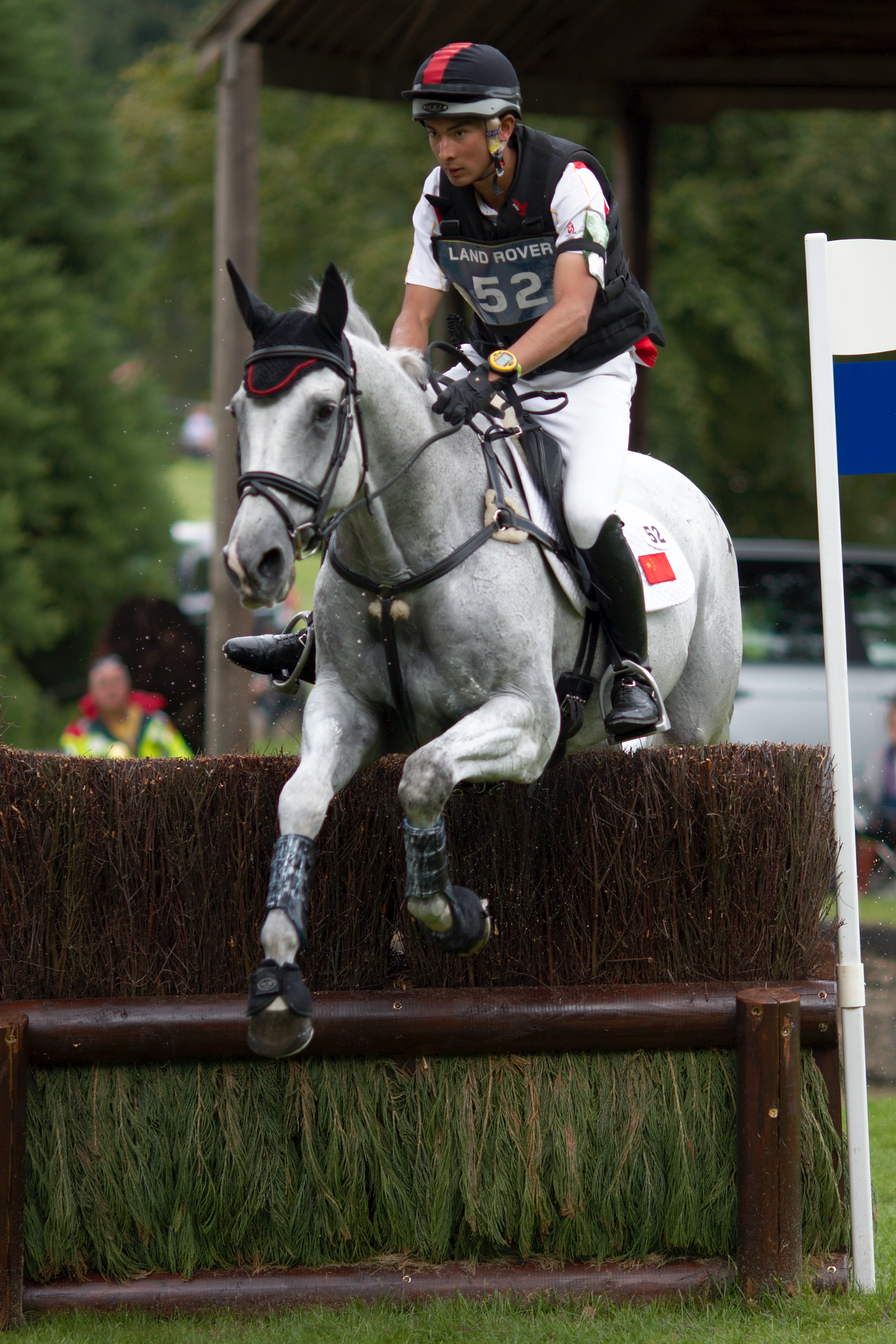
화톈(알렉스 후아 티언)은 중화인민공화국 최초의 올림픽 귀화 선수로 2008년, 2016년, 2020년 올림픽 승마 개인 종합마술 종목에 출전했다.

중화인민공화국으로 귀화한 운동 선수는 다른 국가들에서 중화인민공화국으로 제1국적을 선택해 국제 대회 또는 올림픽 경기 종목에서 중화인민공화국을 대표한 운동 선수들을 의미한다. 중화인민공화국의 국적법은 자국민들의 복수국적을 허용하지 않아 이들은 기존에 가지고 있던 국적을 포기하고 중화인민공화국 국적을 취득하는 방식을 사용한다.

## 중화인민공화국의 국적법
- 제3조
  - "중화인민공화국은 자국민의 어떠한 복수국적도 인정하지 않는다."
- 제4조
  - "중화인민공화국에서 태어난 모든 사람은 부모가 모두 중화인민공화국 국민이거나 부모 중 한 명이 중화인민공화국 국민인 경우 중화인민공화국 국적을 취득한다."
- 제5조
  - "해외에서 태어난 사람 중 부모가 모두 중화인민공화국 국민이거나 부모 중 한 명이 중화인민공화국 국민인 사람은 중화인민공화국 국적을 갖는다. 그러나 부모가 모두 해외에 정착한 중화인민공화국 국민이거나 부모 중 한 명이 해외에 정착한 중화인민공화국 국민이면서 출생 시 외국 국적을 취득한 사람은 중화인민공화국 국적을 갖지 않는다."
- 제7조
  - "중화인민공화국의 헌법과 법률을 준수할 의향이 있고 다음 조건 중 하나를 충족하는 외국인 또는 무국적자는 신청이 승인되면 중화인민공화국으로 귀화할 수 있다.
    - (1) 중화인민공화국 국민의 가까운 친척
    - (2) 중화인민공화국에 정착
    - (3) 다른 합법적인 이유가 존재[1]

## 중화인민공화국으로 귀화한 운동 선수 목록
| 종목            | 귀화 전 국적                             | 중국어 이름                              | 귀화 전 이름                             | 성별                                     | 출생연도                                 | 귀화연도                                 | 귀화 배경                                            |  |
| --------------- | ---------------------------------------- | ---------------------------------------- | ---------------------------------------- | ---------------------------------------- | ---------------------------------------- | ---------------------------------------- | ---------------------------------------------------- |  |
| 하계 종목       |                                          |                                          |                                          |                                          |                                          |                                          |                                                      |  |
| 육상 경기       | 캐나다                                   | 정니나리                                 | 니나 슐츠 Nina Schultz                   | 여성                                     | 1998년                                   | 2021년                                   | 캐나다인 아버지와 중국인 어머니 사이에서 출생        |  |
| 기계 체조       | 우크라이나                               | 궈메이린 郭媚琳                          | 메일린 구오 Meilin Guo                   | 여성                                     | 2007년                                   | 2021년                                   | 중국인 아버지와 우크라이나인 어머니 사이에서 출생    |  |
| 농구            | 미국                                     | 리카이얼                                 | 카일 포먼 앤더슨 Kyle Forman Anderson    | 남성                                     | 1993년                                   | 2023년                                   | 외할머니의 아버지가 중국인(중국인 혈통 8분의 1 보유) |  |
| 승마술          | 영국                                     | 화톈                                     | 알렉스 후아 티언 Alex Hua Tian           | 남성                                     | 1989년                                   | 2006년                                   | 중국인 아버지와 영국인 어머니 사이에서 출생          |  |
| 축구            | 중화인민공화국으로 귀화한 축구 선수 참조 | 중화인민공화국으로 귀화한 축구 선수 참조 | 중화인민공화국으로 귀화한 축구 선수 참조 | 중화인민공화국으로 귀화한 축구 선수 참조 | 중화인민공화국으로 귀화한 축구 선수 참조 | 중화인민공화국으로 귀화한 축구 선수 참조 | 중화인민공화국으로 귀화한 축구 선수 참조             |  |
| 동계 종목       |                                          |                                          |                                          |                                          |                                          |                                          |                                                      |  |
| 피겨스케이팅    | 미국                                     | 린산                                     | 애슐리 린 Ashley Lin                     | 여성                                     | 2003년                                   | 2019년                                   | 미국 시민권을 가진 중국인 부모에게서 출생            |  |
| 피겨스케이팅    | 미국                                     | 주이                                     | 베벌리 주 Beverly Zhu                    | 여성                                     | 2002년                                   | 2018년                                   | 미국 시민권을 가진 중국인 부모에게서 출생            |  |
| 프리스타일 스키 | 미국                                     | 구아이링                                 | 아일린 펑 구 Eileen Feng Gu              | 여성                                     | 2003년                                   | 2019년                                   | 미국인 아버지와 중국인 어머니 사이에서 출생          |  |
| 아이스하키      | 캐나다                                   | 정언라이                                 | 타이 슐츠 Ty Schultz                     | 남성                                     | 1997년                                   | 2017년                                   | 캐나다인 아버지와 중국인 어머니 사이에서 출생        |  |
| 아이스하키      | 캐나다                                   | 저우자잉                                 | 킴벌리 뉴얼 Kimberly Newell              | 여성                                     | 1995년                                   | 2018년                                   | 캐나다인 아버지와 중국인 어머니 사이에서 출생        |  |
| 쇼트트랙        | 대한민국                                 | 린샤오쥔                                 | 임효준                                   | 남성                                     | 1996년                                   | 2020년                                   | 중국 스케이팅 협회의 초청으로 귀화(중국인 혈통 없음) |  |
| 쇼트트랙        | 헝가리                                   | 류사오린                                 | 류 사오린 샨도르 Liu Shaolin Sándor      | 남성                                     | 1995년                                   | 2023년                                   | 중국인 아버지와 헝가리인 어머니 사이에서 출생        |  |
| 쇼트트랙        | 헝가리                                   | 류사오앙                                 | 류 사오앙 Liu Shaoang                    | 남성                                     | 1998년                                   | 2023년                                   | 중국인 아버지와 헝가리인 어머니 사이에서 출생        |  |

## 같이 보기
- 중화인민공화국의 국적법
- 중화인민공화국으로 귀화한 축구 선수